# Kolmogorow-Smirnow-Test
Der Kolmogorow-Smirnow-Test (KS-Test) (nach Andrei Nikolajewitsch Kolmogorow und Nikolai Wassiljewitsch Smirnow) ist ein statistischer Test auf Übereinstimmung zweier Wahrscheinlichkeitsverteilungen.
Mit seiner Hilfe kann anhand von Zufallsstichproben geprüft werden, ob
- zwei Zufallsvariablen eine identische Verteilung besitzen oder
- eine Zufallsvariable einer zuvor angenommenen Wahrscheinlichkeitsverteilung folgt.

Im Rahmen des letzteren (Einstichproben-)Anwendungsproblems spricht man auch vom Kolmogorow-Smirnow-Anpassungstest (KSA-Test). Einige (parametrische) statistische Verfahren setzen voraus, dass die untersuchten Variablen in der Grundgesamtheit normalverteilt sind. Der KSA-Test kann genutzt werden, um zu testen, ob diese Annahme verworfen werden muss oder (unter Beachtung des {\displaystyle \beta \,}-Fehlers) beibehalten werden kann.

## Konzeption

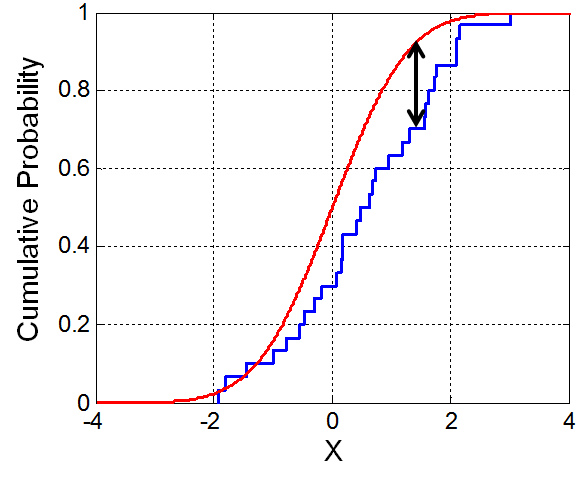
Darstellung des Kolmogorow-Smirnow-Anpassungstest. Die rote Linie ist die Verteilungsfunktion der Nullhypothese, die blaue Linie ist die empirische Verteilungsfunktion der beobachteten Werte und der schwarze Pfeil illustriert den Wert der Teststatistik.

Das Konzept wird anhand des Kolmogorow-Smirnow-Anpassungstests erläutert, wobei der Vergleich zweier Merkmale analog ist. Man betrachtet ein statistisches Merkmal {\displaystyle X}, dessen Verteilung in der Grundgesamtheit unbekannt ist und eine stetige Verteilungsfunktion {\displaystyle F_{X}} besitzt. Die zweiseitig formulierten Hypothesen lauten dann:
Nullhypothese: {\displaystyle H_{0}\colon F_{X}=F_{0}}
Alternativhypothese: {\displaystyle H_{1}\colon F_{X}\neq F_{0}}
Die Nullhypothese postuliert also, dass die Zufallsvariable {\displaystyle X} die Verteilungsfunktion {\displaystyle F_{0}} besitzt, während die Alternativhypothese besagt, dass {\displaystyle X} eine andere Verteilungsfunktion besitzt.
Es liegen {\displaystyle n} beobachtete Werte {\displaystyle x_{1},\dots ,x_{n}} als Realisierungen von stochastisch unabhängigen und identisch verteilten Zufallsvariablen {\displaystyle X_{1},\dots ,X_{n}} vor, die jeweils dieselbe stetige Verteilungsfunktion {\displaystyle F_{X}} haben. Der Kolmogorow-Smirnow-Anpassungstest basiert auf der Abweichung der zufälligen empirischen Verteilungsfunktion
{\displaystyle {\tilde {F}}_{n}(x)={\frac {1}{n}}\sum _{i=1}^{n}\mathbf {1} _{(-\infty ,x]}(X_{i}),\quad x\in \mathbb {R} }
von der durch die Nullhypothese behaupteten Verteilungsfunktion {\displaystyle F_{0}}. Dazu wird die Teststatistik
{\displaystyle D_{n}=\sup _{x\in \mathbb {R} }|{\tilde {F}}_{n}(x)-F_{0}(x)|}
gebildet, wobei sup das Supremum bezeichnet. (Das Supremum anstelle des Maximums ist erforderlich, da der größte Abstand an einer Sprungstelle der empirischen Verteilungsfunktion auftreten kann, wobei der linksseitige Grenzwert der empirischen Verteilungsfunktion an der Sprungstelle zum größten Abstand führen kann, der durch Maximum nicht erreicht würde. Mithilfe der Supremumsnorm {\displaystyle \|\cdot \|} kann die Teststatistik in der Form {\displaystyle D_{n}=\|{\tilde {F}}_{n}-F_{0}\|} geschrieben werden.) {\displaystyle D_{n}} ist eine Zufallsvariable mit einer Wahrscheinlichkeitsverteilung, die im Allgemeinen von {\displaystyle F_{X}} und von {\displaystyle F_{0}} abhängt. Wenn die Nullhypothese richtig ist, hängt die Wahrscheinlichkeitsverteilung von {\displaystyle D_{n}} nur von {\displaystyle F_{0}} ab. Falls zusätzlich die Verteilungsfunktion {\displaystyle F_{0}} stetig ist, hängt die Wahrscheinlichkeitsverteilung von {\displaystyle D_{n}} nicht von {\displaystyle F_{0}} ab. Die Teststatistik {\displaystyle D_{n}} ist dann eine verteilungsfreie Statistik bezüglich der Klasse aller Wahrscheinlichkeitsverteilungen mit stetiger Verteilungsfunktion.  

### Testdurchführung
Aus den beobachteten Werten ergibt sich eine konkrete empirische Verteilungsfunktion
{\displaystyle F_{n}(x)={\frac {1}{n}}\sum _{i=1}^{n}\mathbf {1} _{(-\infty ,x]}(x_{i}),\quad x\in \mathbb {R} ,}
und mit dieser ein realisierter Wert {\displaystyle d_{n}} der Teststatistik {\displaystyle D_{n}}. Bei einer Verletzung der Nullhypothese rechnet man mit eher größeren Werten der Teststatistik als bei Richtigkeit der Nullhypothese. Daher wird die Nullhypothese für große Werte von {\displaystyle d_{n}} abgelehnt. Genauer wird zu vorgegebenem Signifikanzniveau {\displaystyle \alpha } die Nullhypothese zugunsten der Alternativhypothese abgelehnt, falls der Wert {\displaystyle d_{n}} größer als das {\displaystyle (1-\alpha )}-Quantil der Verteilung von {\displaystyle D_{n}} ist. Das benötigte {\displaystyle (1-\alpha )}-Quantil kann numerisch ermittelt oder aus Tabellen abgelesen werden.
Anstelle der Teststatistik {\displaystyle D_{n}} wird auch die Teststatistik {\displaystyle K_{n}={\sqrt {n}}\,D_{n}} verwendet. Dies ist eine mögliche Fehlerquelle bei der Testdurchführung, da in der Literatur sowohl Tabellen mit Quantilen der Verteilung von {\displaystyle D_{n}} als auch von {\displaystyle K_{n}} vorliegen.  

### Asymptotik und approximativer Test
Wenn die Nullhypothese richtig ist, konvergiert {\displaystyle D_{n}} für über alle Grenzen wachsenden Stichprobenumfang fast sicher gegen Null (Satz von Gliwenko-Cantelli). Dagegen konvergiert die modifizierte Teststatistik 
{\displaystyle K_{n}={\sqrt {n}}\,D_{n}}
für wachsenden Stichprobenumfang gegen die so genannte Kolmogorow-Verteilung, die von Kolmogorow im Jahr 1933 veröffentlicht wurde. Für hinreichend große Stichprobenumfänge kann die Kolomogorow-Verteilung als Approximation der Verteilung von {\displaystyle K_{n}} verwendet werden. Wenn man nun den Test mit Hilfe der {\displaystyle (1-\alpha )}-Quantile der Kolmogorow-Verteilung durchführt, erhält man einen Test mit approximativem Signifikanzniveau {\displaystyle \alpha }.

## Vorgehensweise beim Einstichprobenproblem (Anpassungstest)
Von einer reellen Zufallsvariablen {\displaystyle X} liegen {\displaystyle n} Beobachtungswerte {\displaystyle x_{i}} ({\displaystyle i=1,\dotsc ,n}) vor, die bereits aufsteigend sortiert seien, d. h. {\displaystyle x_{1}\leq x_{2}\leq \dotsb \leq x_{n}}. Von diesen Beobachtungen wird die relative Summenfunktion (Summenhäufigkeit, empirische Verteilungsfunktion) {\displaystyle S(x_{i})} ermittelt. Diese empirische Verteilung wird nun mit der entsprechenden hypothetischen Verteilung der Grundgesamtheit verglichen; es wird also der Wert der Wahrscheinlichkeitsverteilung an der Stelle {\displaystyle x_{i}} bestimmt, {\displaystyle F_{0}(x_{i})}. Wenn {\displaystyle X} tatsächlich dieser Verteilung gehorchte, müssten die beobachtete Häufigkeit {\displaystyle S(x_{i})} und die erwartete Häufigkeit {\displaystyle F_{0}(x_{i})} in etwa gleich sein.
Falls {\displaystyle F_{0}} stetig ist, kann die Teststatistik auf folgende Weise berechnet werden: Es werden für jedes {\displaystyle i=1,\dotsc ,n} die absoluten Differenzen
{\displaystyle d_{{\text{o}},i}=|S(x_{i})-F_{0}(x_{i})|}
und
{\displaystyle d_{{\text{u}},i}=|S(x_{i-1})-F_{0}(x_{i})|}
berechnet („o“ für oben, „u“ für unten), wobei {\displaystyle S(x_{0}):=0} gesetzt wird. Es wird sodann die absolut größte Differenz {\displaystyle d_{\max }} aus allen Differenzen {\displaystyle d_{{\text{o}},i}}, {\displaystyle d_{{\text{u}},i}} ermittelt. Wenn {\displaystyle d_{\max }} einen kritischen Wert {\displaystyle d_{\alpha }} übersteigt, wird die Hypothese bei einem Signifikanzniveau {\displaystyle \alpha } abgelehnt.
Bis {\displaystyle n=35} liegen die kritischen Werte tabelliert vor.
Für größere {\displaystyle n} können sie näherungsweise mit Hilfe der Formel
{\displaystyle d_{\alpha }={\frac {\sqrt {-{\frac {1}{2}}\ln \left({\frac {\alpha }{2}}\right)}}{\sqrt {n}}}}
bestimmt werden.
Aus dieser Näherungsformel ergeben sich die in der unten stehenden Tabelle aufgeführten Werte für den Bereich {\displaystyle n>35}.
| {\displaystyle {\textbf {Signifikanzniveau}}{\text{ }}{\boldsymbol {\alpha }}} | {\displaystyle {\boldsymbol {d_{\alpha }}}}  |
| ------------------------------------------------------------------------------ | -------------------------------------------- |
| {\displaystyle 20{,}00\,\%}                                                    | {\displaystyle {\frac {1{,}073}{\sqrt {n}}}} |
| {\displaystyle 10{,}00\,\%}                                                    | {\displaystyle {\frac {1{,}224}{\sqrt {n}}}} |
| {\displaystyle 5{,}00\,\%}                                                     | {\displaystyle {\frac {1{,}358}{\sqrt {n}}}} |
| {\displaystyle 2{,}00\,\%}                                                     | {\displaystyle {\frac {1{,}517}{\sqrt {n}}}} |
| {\displaystyle 1{,}00\,\%}                                                     | {\displaystyle {\frac {1{,}628}{\sqrt {n}}}} |
| {\displaystyle 0{,}10\,\%}                                                     | {\displaystyle {\frac {1{,}949}{\sqrt {n}}}} |

## Vorgehensweise beim Zweistichprobenproblem
Liegt nun zusätzlich zur obigen Zufallsvariablen {\displaystyle X} eine entsprechende Zufallsvariable {\displaystyle Y} vor (mit {\displaystyle m} geordneten Werten {\displaystyle y_{i}}), so kann durch den Zweistichprobentest überprüft werden, ob {\displaystyle X} und {\displaystyle Y} derselben Verteilungsfunktion folgen. Die Hypothesen lauten:
Nullhypothese:
{\displaystyle H_{0}\colon F_{X}=F_{Y}}
(Die Zufallsvariablen {\displaystyle X} und {\displaystyle Y} besitzen die gleiche Wahrscheinlichkeitsverteilung.)
Alternativhypothese:
{\displaystyle H_{1}\colon F_{X}\neq F_{Y}}
(Die Zufallsvariable {\displaystyle X} besitzt eine andere Wahrscheinlichkeitsverteilung als {\displaystyle Y}.)
Der Kolmogorow-Smirnow-Test vergleicht die empirischen Verteilungsfunktionen (relativen Summenfunktionen) {\displaystyle F_{X,n}} und {\displaystyle F_{Y,m}} analog zum Einstichprobentest anhand ihrer absoluten Differenzen mittels der Teststatistik
{\displaystyle d_{n,m}=\|F_{X,n}-F_{Y,m}\|=\sup _{x\in \mathbb {R} }|F_{X,n}(x)-F_{Y,m}(x)|}.
Die Nullhypothese wird bei einem Signifikanzniveau {\displaystyle \alpha } abgelehnt, falls {\displaystyle d_{n,m}} den kritischen Wert {\displaystyle d_{\text{krit}}(\alpha ,n,m)} überschreitet. Für kleine Werte von {\displaystyle n} und {\displaystyle m} liegen die kritischen Werte tabelliert vor. Für große Werte von {\displaystyle n} und {\displaystyle m} wird die Nullhypothese abgelehnt, falls
{\displaystyle {\sqrt {\frac {nm}{n+m}}}\,d_{n,m}>K_{\alpha }},
wobei {\displaystyle K_{\alpha }} für große {\displaystyle n} und {\displaystyle m} näherungsweise als
{\displaystyle K_{\alpha }={\sqrt {{\frac {1}{2}}\ln \left({\frac {2}{\alpha }}\right)}}}
berechnet werden kann.

## Zahlenbeispiel

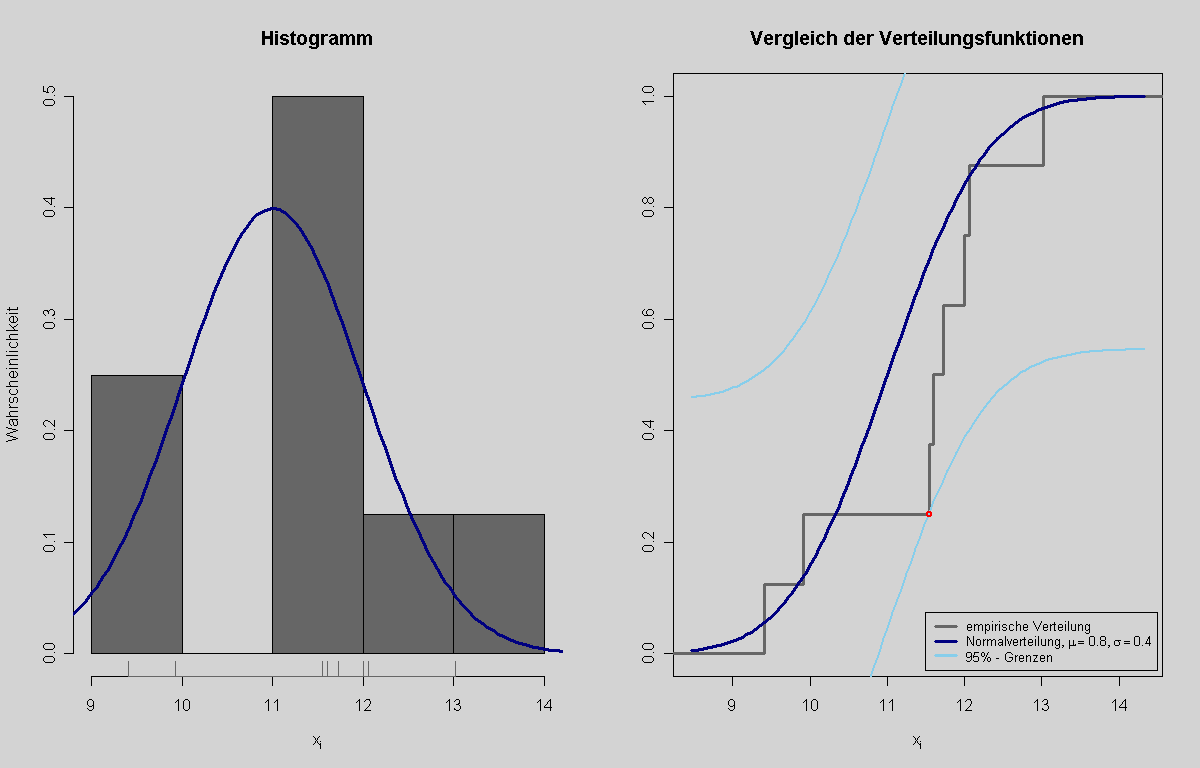
Vergleich von empirischer und theoretischer Verteilung des Zahlenbeispiels: Links ein Histogramm mit Normalverteilungskurve, rechts die theoretische und die empirische Verteilungsfunktion

In einem Unternehmen, das hochwertige Parfüms herstellt, wurde im Rahmen der Qualitätssicherung an einer Abfüllanlage die abgefüllte Menge für {\displaystyle n=8} Flakons gemessen. Es ist das Merkmal {\displaystyle x}: Abgefüllte Menge in ml.
Es soll geprüft werden, ob noch die bekannten Parameter der Verteilung von {\displaystyle X} gelten.
Zunächst soll bei einem Signifikanzniveau {\displaystyle \alpha =0{,}05} getestet werden, ob das Merkmal {\displaystyle X} in der Grundgesamtheit überhaupt normalverteilt mit den bekannten Parametern {\displaystyle \mu =11} und {\displaystyle \sigma ^{2}=\sigma =1} ist, also
{\displaystyle H_{0}\colon F(x)=F_{0}(x)=\Phi (x|11;1)}
mit {\displaystyle \Phi } als Normalverteilungssymbol. Es ergibt sich folgende Tabelle:
| {\displaystyle i} | {\displaystyle x_{i}}   | {\displaystyle S(x_{i})} | {\displaystyle F_{0}(x_{i})} | {\displaystyle S(x_{i-1})-F_{0}(x_{i})} | {\displaystyle S(x_{i})-F_{0}(x_{i})} |
| {\displaystyle 1} | {\displaystyle 9{,}41}  | {\displaystyle 0{,}125}  | {\displaystyle 0{,}056}      | {\displaystyle -0{,}056}                | {\displaystyle 0{,}069}               |
| {\displaystyle 2} | {\displaystyle 9{,}92}  | {\displaystyle 0{,}250}  | {\displaystyle 0{,}140}      | {\displaystyle -0{,}015}                | {\displaystyle 0{,}110}               |
| {\displaystyle 3} | {\displaystyle 11{,}55} | {\displaystyle 0{,}375}  | {\displaystyle 0{,}709}      | {\displaystyle \mathbf {-0{,}459} }     | {\displaystyle -0{,}334}              |
| {\displaystyle 4} | {\displaystyle 11{,}60} | {\displaystyle 0{,}500}  | {\displaystyle 0{,}726}      | {\displaystyle -0{,}351}                | {\displaystyle -0{,}226}              |
| {\displaystyle 5} | {\displaystyle 11{,}73} | {\displaystyle 0{,}625}  | {\displaystyle 0{,}767}      | {\displaystyle -0{,}267}                | {\displaystyle -0{,}142}              |
| {\displaystyle 6} | {\displaystyle 12{,}00} | {\displaystyle 0{,}750}  | {\displaystyle 0{,}841}      | {\displaystyle -0{,}216}                | {\displaystyle -0{,}091}              |
| {\displaystyle 7} | {\displaystyle 12{,}06} | {\displaystyle 0{,}875}  | {\displaystyle 0{,}855}      | {\displaystyle -0{,}105}                | {\displaystyle 0{,}020}               |
| {\displaystyle 8} | {\displaystyle 13{,}02} | {\displaystyle 1{,}000}  | {\displaystyle 0{,}978}      | {\displaystyle -0{,}103}                | {\displaystyle 0{,}022}               |

Hier bezeichnen {\displaystyle x_{i}} die {\displaystyle i}-te Beobachtung, {\displaystyle S(x_{i})} den Wert der Summenfunktion der {\displaystyle i}-ten Beobachtung und {\displaystyle F_{0}(x_{i})} den Wert der Normalverteilungsfunktion an der Stelle {\displaystyle x_{i}} mit den genannten Parametern. Die nächsten Spalten geben die oben angeführten Differenzen an. Der kritische Wert, der bei {\displaystyle n=8} und {\displaystyle \alpha =0{,}05} zur Ablehnung führte, wäre der Betrag {\displaystyle 0{,}454}. Die größte absolute Abweichung in der Tabelle ist {\displaystyle 0{,}459} in der 3. Zeile. Dieser Wert ist größer als der kritische Wert, daher wird die Hypothese abgelehnt. Es ist also zu vermuten, dass die Verteilungshypothese falsch ist. Das kann bedeuten, dass die abgefüllte Menge nicht mehr normalverteilt ist, dass sich die durchschnittliche Abfüllmenge {\displaystyle \mu } verschoben hat oder auch, dass sich die Varianz {\displaystyle \sigma ^{2}} der Abfüllmenge verändert hat.

## Eigenschaften des KS-Tests
Beim Einstichprobenproblem ist der KS-Test im Gegensatz etwa zum {\displaystyle \chi ^{2}}-Test auch für kleine Stichproben geeignet.
Der Kolmogorow-Smirnow-Test ist als nichtparametrischer Test sehr stabil und unanfällig. Ursprünglich wurde der Test für stetig verteilte metrische Merkmale entwickelt; er kann aber auch für diskrete und sogar rangskalierte Merkmale verwendet werden. In diesen Fällen ist der Test etwas weniger trennscharf, d. h., die Nullhypothese wird seltener abgelehnt als im stetigen Fall.
Ein großer Vorteil besteht darin, dass die zugrundeliegende Zufallsvariable keiner Normalverteilung folgen muss. Dies macht den Test vielseitig einsetzbar, bedingt aber auch seinen Nachteil, denn der KS-Test hat allgemein eine geringe Teststärke.

## Alternative Tests
Der Lilliefors-Test ist eine Anpassung des Kolmogorow-Smirnow-Tests für die Testung auf Normalverteilung mit unbekanntem Mittelwert und unbekannter Varianz. Mögliche Alternativen zum KS-Test sind der Cramér-von-Mises-Test, der für beide Anwendungsfälle geeignet ist, sowie der Anderson-Darling-Test für den Vergleich einer Stichprobe mit einer hypothetischen Wahrscheinlichkeitsverteilung.

### Zum Kolmogorow-Smirnow-Anpassungstest
- Jürgen Hedderich, Lothar Sachs: Angewandte Statistik. Methodensammlung mit R. 17., überarbeitete und ergänzte  Auflage. Springer Spektrum, Berlin / Heidelberg 2018, ISBN 978-3-662-62293-3, 7.2.6 Kolmogoroff-Smirnoff Anpassungstest, S. 494–497, doi:10.1007/978-3-662-62294-0.
- P. H. Müller (Hrsg.): Lexikon der Stochastik – Wahrscheinlichkeitsrechnung und mathematische Statistik. 5. Auflage. Akademie-Verlag, Berlin 1991, ISBN 978-3-05-500608-1, Kolmogorow-Test, S. 187–188.
- Horst Rinne: Taschenbuch der Statistik. 4. Auflage. Harri Deutsch, Frankfurt am Main 2008, ISBN 978-3-8171-1827-4, 3.4.5.2 Kolmogorov-Smirnov-Anpassungstest, S. 577–579.

### Zum Kolmogorow-Smirnow-Zweistichprobentest
- Jürgen Hedderich, Lothar Sachs: Angewandte Statistik. Methodensammlung mit R. 17., überarbeitete und ergänzte  Auflage. Springer Spektrum, Berlin / Heidelberg 2018, ISBN 978-3-662-62293-3, 7.4.9 Vergleich zweier unabhängiger Stichproben nach Kolmogoroff/Smirnoff, S. 592–594, doi:10.1007/978-3-662-62294-0.
- P. H. Müller (Hrsg.): Lexikon der Stochastik – Wahrscheinlichkeitsrechnung und mathematische Statistik. 5. Auflage. Akademie-Verlag, Berlin 1991, ISBN 978-3-05-500608-1, Kolmogorow-Smirnow-Test, S. 185–186.
- Horst Rinne: Taschenbuch der Statistik. 4. Auflage. Harri Deutsch, Frankfurt am Main 2008, ISBN 978-3-8171-1827-4, 3.4.4.2 Kolmogorov-Smirnov-Homogenitätstest, S. 573–575.